# Cimetière militaire allemand de Cerny-en-Laonnois
Pour un article plus général, voir Sites funéraires et mémoriels de la Première Guerre mondiale (Front Ouest).
Le cimetière militaire allemand de Cerny-en-Laonnois est un cimetière militaire de la Première Guerre mondiale, situé sur le territoire de la commune de Cerny-en-Laonnois dans le département de l'Aisne, en France.

## Caractéristiques

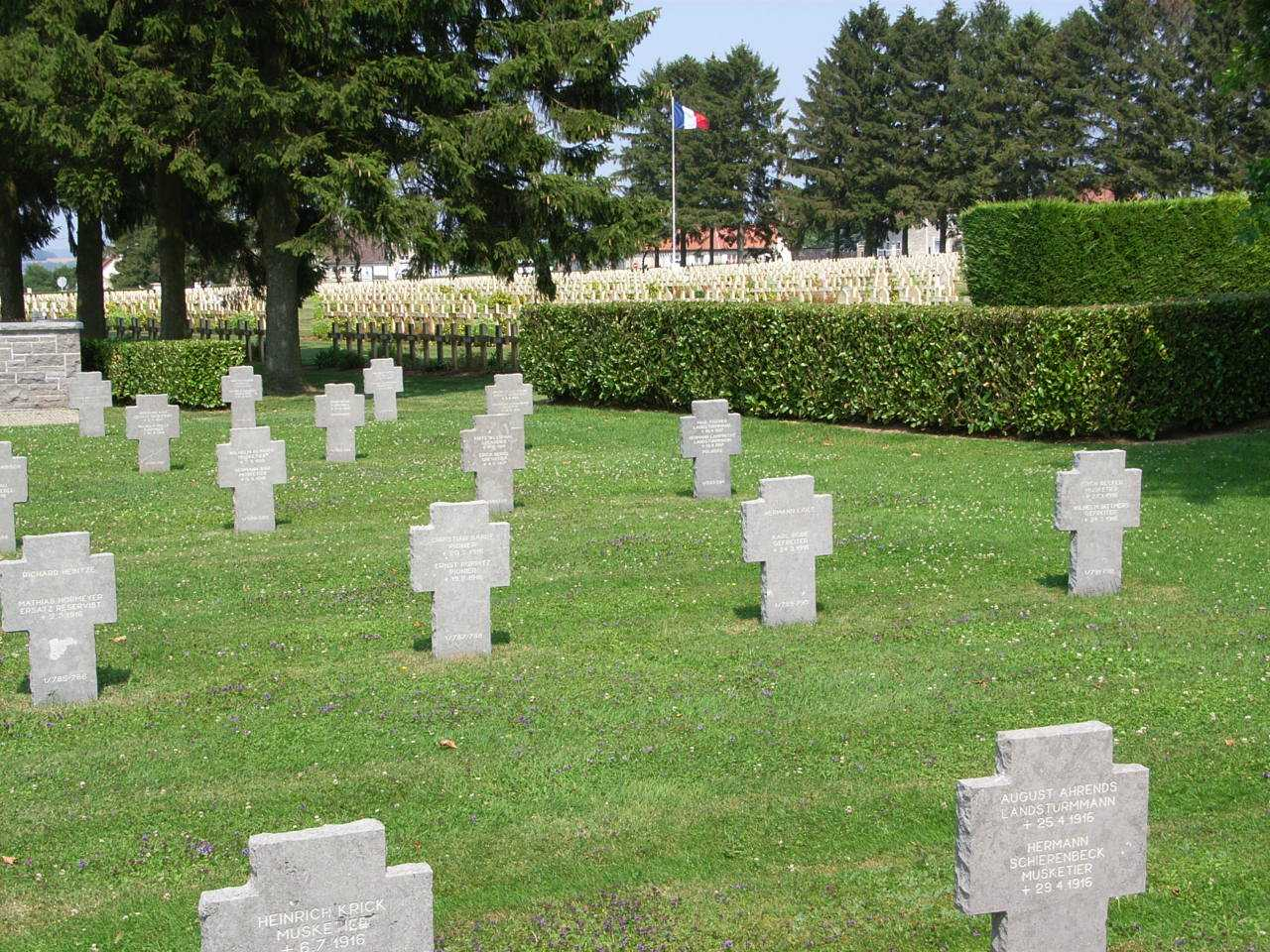
Vue du cimetière allemand à l'arrière de la nécropole nationale de Cerny-en-Laonnois.

Le cimetière militaire allemand se situe sur le territoire de Cerny-en-Laonnois, à proximité du mémorial du Chemin des Dames.
Il contient 7 526 corps et jouxte la nécropole nationale de Cerny-en-Laonnois. Les travaux de regroupement des corps de soldats allemands furent achevés en novembre 1928 par le Volksbund Deutsche Kriegsgräberfürsorge, association chargée de l’entretien des sépultures allemandes.
Douze des sépultures sont marquées d’une stèle et non d’une croix, étant celles de soldats allemands de confession juive.

## Galerie

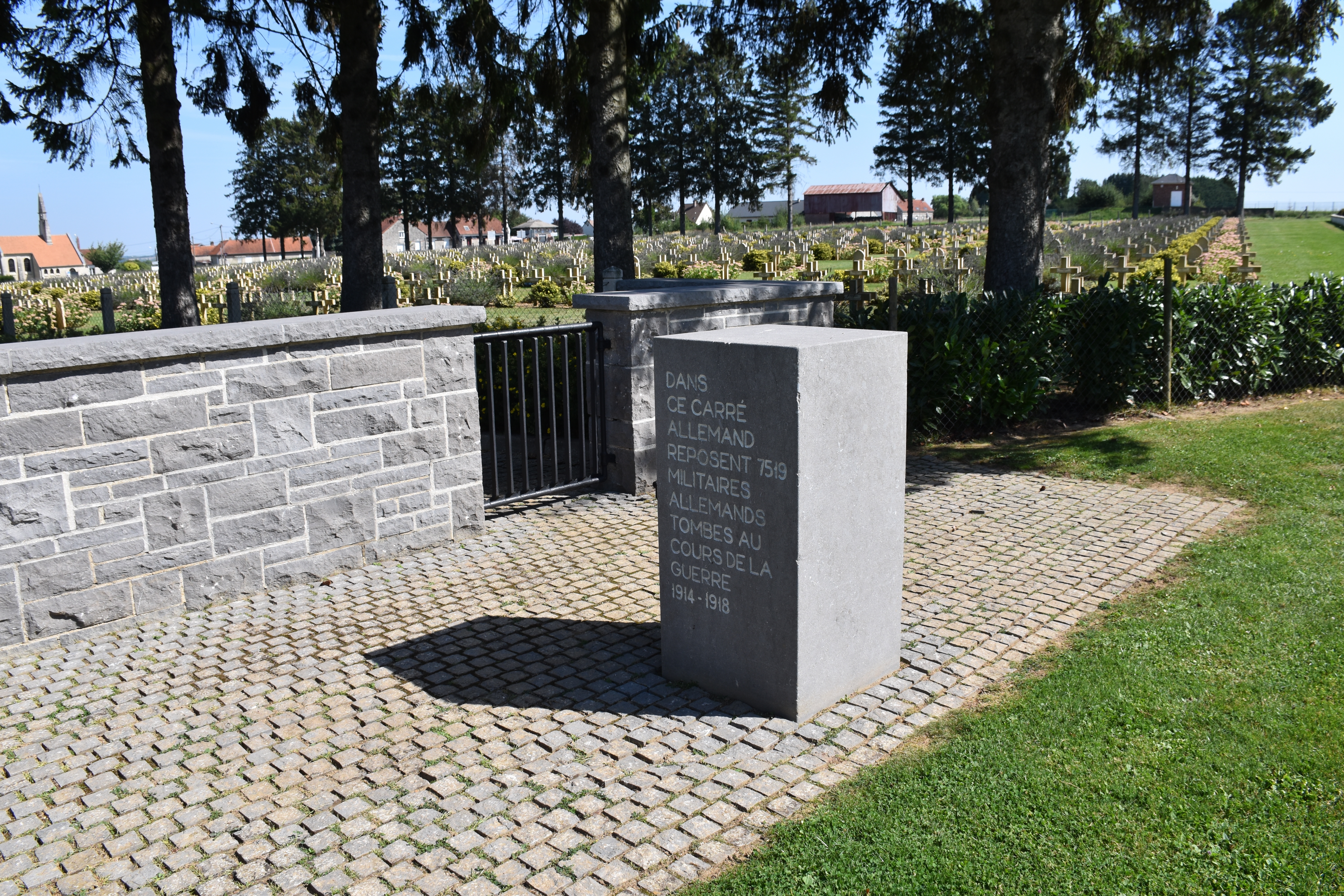
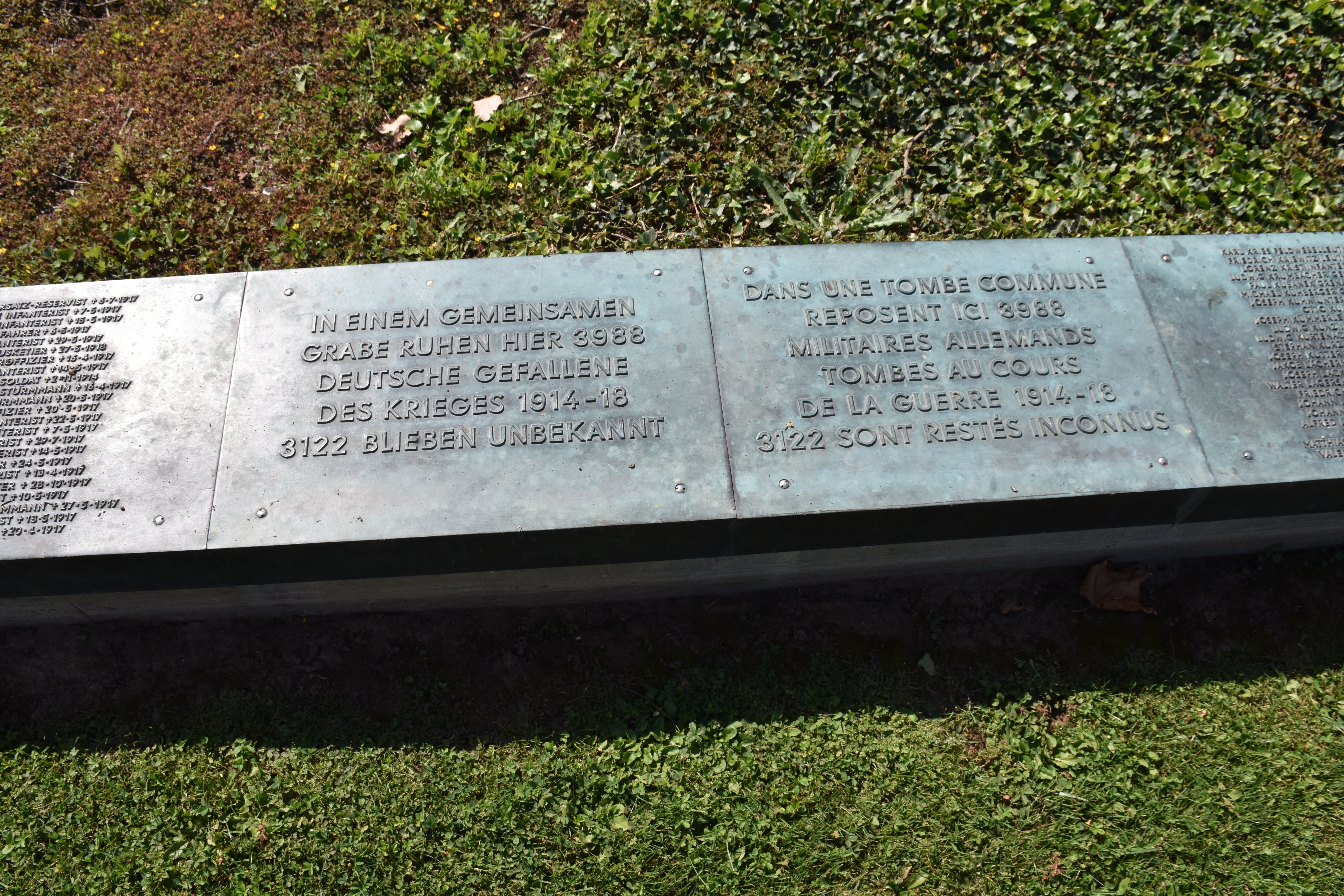
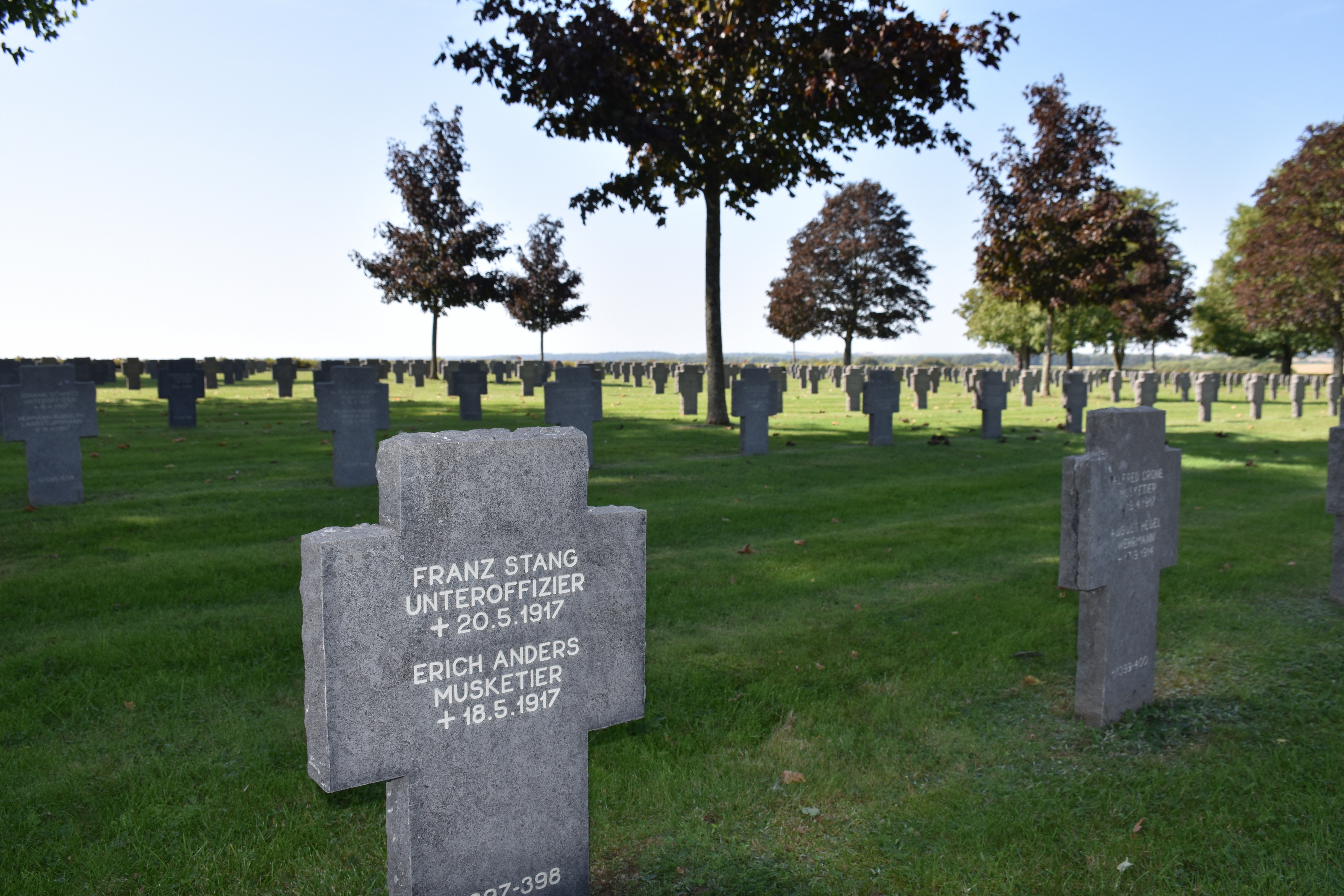
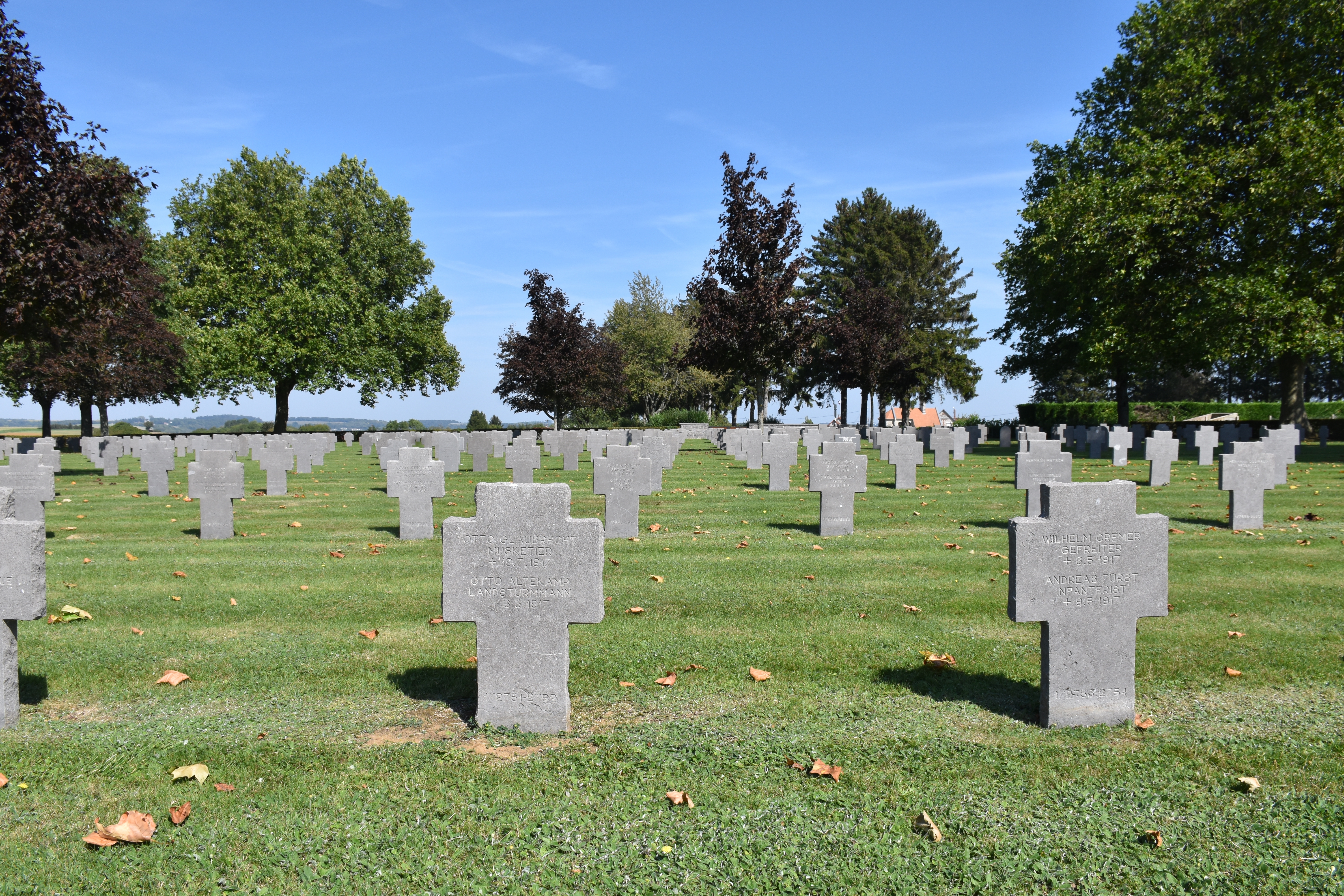
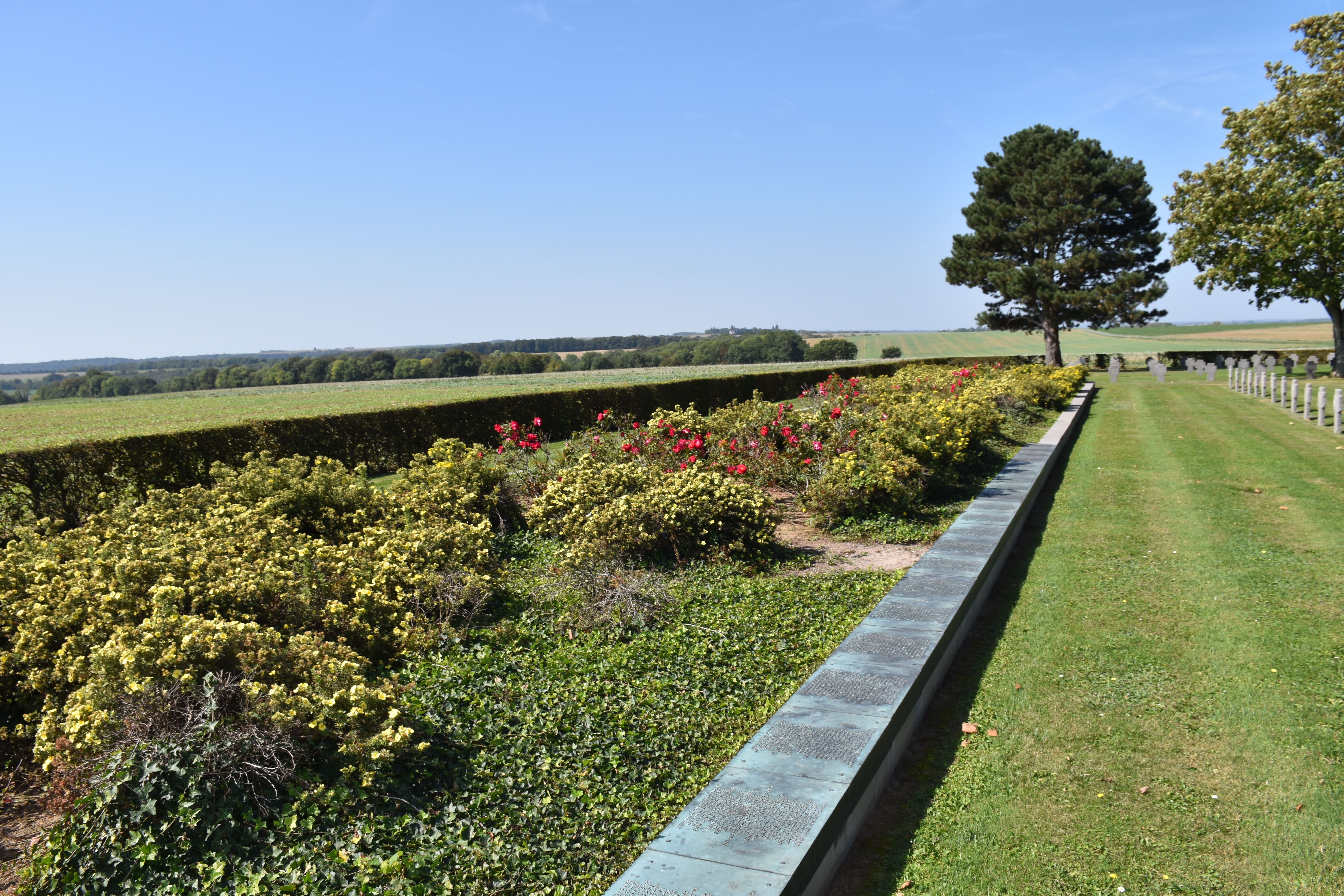